# Claire Kaufman
Claire Kaufman (Contea di Orange, 10 gennaio 1969) è una scenografa statunitense, candidata al Premio Oscar alla miglior scenografia per Oppenheimer.

## Biografia
Nata nella Contea di Orange, Claire Kaufman ha frequentato l'Università della California - San Diego. Ha iniziato a lavorare come scenografa negli anni 80 con Splash - Una sirena a Manhattan. Nel 2010 ha lavorato al film Un weekend da bamboccioni, mentre l'anno seguente a Mia moglie per finta sempre di Dennis Dugan. Nel 2018 ha ricevuto la candidatura al Premio Emmy alla miglior scenografia per una serie contemporanea per American Horror Story. Nel 2020 è stata candidata al Critics' Choice Awards alla migliore scenografia per Piccole donne di Greta Gerwig. Nel 2023 ha lavorato a John Wick 4 di Chad Stahelski e Oppenheimer di Christopher Nolan. Grazie a quest'ultimo lavoro, è stata candidata al Premio Oscar alla miglior scenografia assieme a Ruth De Jong. Nel 2024 è stata chiamata ad unirsi all'Academy of Motion Picture Arts and Sciences.

## Filmografia

### Cinema
- Splash - Una sirena a Manhattan (Splash), regia di Ron Howard (1983)
- Destino trasversale (The Dark Backward), regia di Adam Rifkin (1991)
- Pyrates, regia di Noah Stern (1991)
- Necronomicon, regia di Christophe Gans, Shūsuke Kaneko e Brian Yuzna (1993)
- Leprechaun 2, regia di Rodman Flender (1994)
- Eredi di sangue (The Granny), regia di Luca Bercovici (1995)
- Galaxis, regia di William Mesa (1995)
- DNA. Una storia che non deve accadere (DNA), regia diWilliam Mesa (1996)
- How to Be a Player, regia di Lionel C. Martin (1997)
- Inganno ad Atlantic City (Gunshy), regia di Jeff Celentano (1998)
- Grind, regia di Casey La Scala (2003)
- Cocco di nonna (Grandma's Boy), regia di Nicholaus Goossen (2006)
- Big Stan, regia di Rob Schneider (2007)
- Io vi troverò (Taken), regia di Pierre Morel (2008)
- Strange Wilderness, regia di Fred Wolf (2008)
- Nel paese delle creature selvagge (Where the Wild Things Are), regia di Spike Jonze (2009)
- Un weekend da bamboccioni (Grown Ups), regia di Dennis Dugan (2010)
- Mia moglie per finta (Just Go with It), regia di Dennis Dugan (2011)
- Piccole donne (Little Women), regia di Greta Gerwig (2019)
- Bliss, regia di Mike Cahill (2021)
- Hustle, regia di Jeremiah Zagar (2022)
- Rumore bianco (White Noise), regia di Noah Baumbach (2022)
- John Wick 4 (John Wick: Chapter 4), regia di Chad Stahelski (2023)
- Oppenheimer, regia di Christopher Nolan (2023)

### Televisione
- Disneyland - serie TV, 79 episodi (1979-1983)
- La casa sulla scogliera (The Haunting of Seacliff Inn), regia di Walter Klenhard - film TV (1994)
- Sarà per sempre (Stolen Innocence), regia di Bill L. Norton - film TV (1995)
- Presenze aliene (It Came from Outer Space II), regia di Roger Duchowny - film TV (1996)
- One World - serie TV, episodio 1x01 (1998)
- Amanda Show (The Amanda Show) - serie TV, 5 episodi (2000-2001)
- SpongeBob (SpongeBob SquarePants) - serie animata, 2 episodi (2000-2001)
- All That - serie TV, 25 episodi (2000-2005)
- The Nightmare Room - serie TV, 12 episodi (2001-2002)
- Drake & Josh - serie TV, 13 episodi (2004)
- Unfabulous - serie TV, 28 episodi (2004-2006)
- 3 libbre (3 Ibs) - serie TV, episodio 1x01 (2006)
- In Case of Emergency - Amici per la pelle (In Case of Emergency) - serie TV, 11 episodi (2007)
- The News, regia di Marc Buckland - film TV (2007)
- Hell on Earth, regia di Dennie Gordon - film TV (2007)
- Moonlight - serie TV, 4 episodi (2008)
- The More Things Change..., regia di Todd Phillips - film TV (2008)
- Privileged - serie TV, 16 episodi (2008-2009)
- Castle - serie TV, 140 episodi (2009-2016)
- Grandi notizie (Great News) - serie TV, 10 episodi (2017)
- Atypical - serie TV, 2 episodi (2017)
- American Horror Story - serie TV, 11 episodi (2017)
- Unsolved - miniserie TV, episodio 1x01 (2018)
- 9-1-1 - serie TV, 10 episodi (2018)
- Dirty John - serie TV, 8 episodi (2020)

### Videoclip
- Phantom Rider - Tora Tora (1989)
- Holy Water - Bad Company (1990)
- What Keeps Me Loving You - XYZ (1990)
- Don't Treat Me Bad - FireHouse (1991)

## Riconoscimenti
- Premio Oscar
  - 2024 - Candidatura alla miglior scenografia per Oppenheimer
- Premio Emmy
  - 2018 - Candidatura alla miglior scenografia per una serie contemporanea per American Horror Story
- Premio BAFTA
  - 2024 - Candidatura alla miglior scenografia per Oppenheimer
- Critics' Choice Awards
  - 2020 - Candidatura alla miglior scenografia per Piccole donne
  - 2024 - Candidatura alla miglior scenografia per Oppenheimer
- Satellite Award
  - 2024 - Candidatura alla miglior scenografia per Oppenheimer